# Nord
 For alternative betydninger, se Nord (flertydig). (Se også artikler, som begynder med Nord)
Nord er en af de fire kompasretninger. Den modsatte kompasretning er syd. Nord angives med kompasretningen 0° (eller 360°) eller 0 eller 400 nygrader. En nordvendt landingsbane har nummer 36, da det landende flys kurs er 360°.

## Beliggenhed
Nord er retningen mod den nordlige ende af Jordens rotationsakse, kaldet Nordpolen eller den geografiske nordpol, der ligger i Arktis. Den magnetiske nordpol er placeret et stykke fra den geografiske, og er det punkt, hvor Jordens horisontale magnetfelt har den mest positive værdi. Ikke-justerede kompas peger mod den magnetiske nordpol, hvilket giver en fejlmargen i forhold til den geografiske nordpol, hvorfor de fleste kompasser er justerede for at udligne forskellen. Retningen mod nord er på kort placeret i kortets top.
Man skelner i navigation mellem forskellige nordretninger:
- Sand-/geografisk- nord er retningen til den geografiske nordpol.
- Magnetisk nord er retningen til den magnetiske nordpol. Der findes præcist to meridianer hvor geografisk nord og magnetisk nord er sammenfaldne. Det er de to meridianer der ligger på storcirklen gennem de to nordpoler, hhv. den geografiske og den magnetiske. Da den magnetiske nordpol bevæger sig rundt på kloden, ændrer det også ved hvilke to meridianer der er tale om.
- Devierende nord er den vej kompasnålen peger (dette er forskellig fra magnetisk nord pga. jern og andre let magnetiske materialer i nærheden, samt Jordens regionale/lokale sammensætning).
- Net nord. Visse typer af kort inddeles i et kvadratisk netværk, f.eks. UTM-kort herunder bl.a. Geodatastyrelsens klassiske 4cm-kort. Net-nord er således opad parallelt med nettet. På disse kort er net-nord sammenfaldende med geografisk nord alene langs kortprojektionens centralmeridian.

## Ordets oprindelse
Ordets oprindelige betydning var "længere nede; venstre" (med udgangspunkt i øst, som var indoeuropæernes hovedverdenshjørne). Protogermansk *nurtha-, hvoraf norrønt norðr, nederlandsk noord. Muligvis fra den indoeuropæiske rod *ner- (= til venstre og nede - da nord ligger til venstre, når man står vendt mod solopgangen) - kilde til sanskrit narakah (= helvede) og græsk enerthen (= nedefra). Den samme tankegang ses i gammelirsk tuath (= venstre, nord); arabisk shamal (= venstre; nord); og ophav til det norske udtryk "nord og ned", tilsvarende dansk "nedenom og hjem".

## I poesi
Ask where's the North? At York 'tis on the Tweed;
in Scotland at the Orcades; and there
at Greenland, Zembla, or the Lord knows where.
Alexander Pope: Essay on Man